# یوپیم
یوپیم (انگلیسی: UPIM) شرکت خرده‌فروشی ایتالیایی است، که در سال ۱۹۲۸ تأسیس شد.